# Sant'Erasmo
Sant'Erasmo är den största ön i Venediglagunen. Den ligger öster om Venedig. 
Det bor färre än 700 personer på ön som har en yta på något mer än tre kvadratkilometer. Under republiken Venedig var Sant'Erasmo en viktig jordbruksresurs. Venedigs stad hade mycket lite jordbruksmark och de kringliggande öarna var viktiga, särskilt i krigstider när marken på fastlandet kunde ligga i fiendehand.
Innan 1900-talets början utgjorde Sant'Erasmo den yttre gränsen för lagunen. Under slutet av 1900-talet byggdes invallningar för inloppen till lagunen och under årtiondena därefter fylldes den sydvästra landtungan på Cavallino på med sand, och det som i dag kallas Punta Sabbioni bildades. Därmed blev Sant'Erasmo en ö inuti lagunen.